# ابراهیم برحیا
ابراهیم بن برحیا (به عبری: אברהם בר חייא הנשיא) فیلسوف، ستاره‌شناس، ریاضیدان و ربی اسپانیایی یهودی نیمه دوم قرن یازدهم است که در حدود سال ۱۱۳۶ درگذشت.
وی در بارسلون می‌زیست؛ و به نام ساواسوردا برگرفته از واژه عربی صاحب الشرطه به معنی فرمانده پاسداران شناخته می‌شد. این سمت در زمان برحیا از آن کسی بود که هم مسئولیت قضایی و هم مسئولیت مدنی داشت. برحیا در دربار چنین مقامی داشته‌است که در آن‌جا می‌توانسته‌است دانش‌های ریاضی و ستاره‌شناسی را نیز آموزش دهد. برحیا، به جای عربی به زبان باستانی قوم یهود یعنی عبری می‌نوشت.
برحیا جدای از آثار دیگرش که تحقیقاتی در دانش نقشه‌برداری‌است، دو کتاب در ستاره‌شناسی نگاشته‌است که برپایه هیئت بطلمیوس است. تفکر فلسفی و دینی او را می‌توان در دو رساله طومار وحی‌کننده و تأملات روح اندوهگین یافت.